# Paulos Faraj Rahho
Faraj Rahou, plus connu sous le nom de Paulos Faraj Rahho, (arabe : بولس فرج رحو), né le 20 novembre 1942 et mort assassiné, probablement le 8 mars 2008 aux abords de Mossoul, est un prélat catholique chaldéen irakien, archevêque de Mossoul, au nord de l'Irak, entre 2001 et 2008. La cause pour sa béatification a été engagée par l'Église catholique.

## Biographie
Né à Mossoul, Paulos Faraj Rahho a passé presque toute sa vie dans cette ville, où réside l'une des plus anciennes et des plus importantes communautés chrétiennes d'Irak. En 1954, il entre au séminaire Saint-Pierre de Bagdad pour devenir prêtre. Après son ordination le 10 juin 1965, il est nommé à l'église Saint-Isaïe à Mossoul.
En 2001, le pape Jean-Paul II le nomme archevêque de l'éparchie de Mossoul. Il est ordonné archevêque le 16 février 2001, devenant ainsi responsable de quelque 20 000 catholiques répartis sur dix paroisses.
Mgr Rahho exprime son inquiétude face aux mouvements pour inclure la charia dans la Constitution irakienne. Au cours de son voyage en 2007 à Rome avec le patriarche de Babylone Emmanuel III Dely qui est alors créé cardinal, Mgr Rahho confie avoir été menacé par des hommes armés dans sa ville natale. Depuis le début de la guerre en Irak, la persécution des chrétiens a connu une augmentation significative.
Le 29 février 2008, selon une information de l'agence Catholic News Service, Mgr Rahho est enlevé dans sa voiture dans le district d'Al-Nur. Ses gardes du corps et son chauffeur sont tués. Les ravisseurs demandent que les chrétiens assyriens participent au jihad et forment une milice pour combattre les forces américaines, et réclament une rançon de trois millions de dollars.
Le 13 mars 2008, le corps de Mgr Rahho est découvert aux abords de Mossoul.
L'un de ses tueurs a été arrêté; il s'agit d'un membre d'Al Qaida en Irak.

## Béatification
Paulos Faraj Rahho est rapidement considéré comme un martyr par la minorité  chrétienne. Au cours du Synode de l'Église catholique chaldéenne tenu du 21 au 28 septembre 2016, le patriarche Mgr Louis Sako a décidé de s'occuper de la cause en béatification de Mgr Rahho. Une enquête informative s'est ouverte pour introduire prochainement la cause pour sa béatification.